# Ichiko Aoba
Ichiko Aoba (青葉市子, Aoba Ichiko, 28 de gener de 1990) és una cantautora folk japonesa. El seu instrument principal és la guitarra, amb la qual compon la major part de la seva música. També toca el piano, el clarinet, l'acordió i la flauta.
Aoba és coneguda pel seu so acústic i les seves composicions, que són inspirades pels seus somnis.

## Inicis
L'Ichiko va néixer a Urayasu, Chiba i es va criar a la prefectura de Kyoto, Japó.
Va començar a aprendre a tocar la guitarra clàssica quan tenia 17 anys. La seva música està inspirada en la música de Disney i de l'Studio Ghibli, que escoltava de petita.
La seva mentora va ser la cantautora japonesa Anmi Yamada, que va ensenyar-li l'ofici de l'instrument. Els àlbums de l'Ichiko 0 i qp incluen cadascun 2 versions de cançons de Yamada.

## Carrera professional
El 2010, amb 19 anys, l'Ichiko va publicar el seu primer àlbum, Razor Girl (japonès: 剃刀乙女). Des de llavors, ha editat diversos àlbums d'estudi i en directe.
El 2013, se li encomanà a Aoba que treballés en una producció teatral de "9 Days Queen", una obra teatral del dramaturg Go Aoki. També ha treballat amb la companyia Mum & Gypsy de Takahiro Fujita en una producció de "Cocoon", així com en un revival de "Lemming" de Shūji Terayama.
Aoba apareix a la banda sonora del remake de Nintendo Switch del 2019 de The Legend of Zelda: Link's Awakening. El seu arranjament es va utilitzar per promocionar el joc al Japó.
També ha col·laborat amb Ryuichi Sakamoto, Taylor Deupree, Cornelius, Haruomi Hosono, Mac DeMarco, Sweet William i MahiToThePeople.
Actualment, edita música amb el seu propi segell discogràfic, hermine.

## Discografia

### Àlbums d'estudi
- 2010: Kamisori Otome (剃刀乙女)
- 2011: Origami (檻髪)
- 2012: Utabiko (うたびこ)
- 2013: 0
- 2016: Mahoroboshiya (マホロボシヤ)
- 2018: qp
- 2020: Windswept Adan (アダンの風)
- 2022: Amiko (banda sonora original)

### Àlbums en directe
- 2011: Kaizokuban (かいぞくばん)
- 2014: 0%
- 2017: Pneuma
- 2020: "gift" al Sogetsu Hall
- 2021: Live at Ginza Sony Park
- 2021: "Windswept Adan" Concert At Bunkamura Orchard Hall
- 2021: Live at Jazzstate, 4 December 2019 (amb Albert Karch)
- 2023: Live at Milton Court (amb 12 Ensemble)

### Altres llançaments
- 2011: Hinoko (火のこ) - Ichiko Aoba i Kazuhisa Uchihashi
- 2012: Meteor (流星) - Haruka Nakamura i Ichiko Aoba
- 2013: Radio (ラヂヲ) - Ichiko Aoba and the Fairies (青葉市子と妖精たち)
- 2013: Yura Yura feat. Ichiko Aoba – Ovall ( Alba )
- 2013: Soto wa Senjou da yo (外は戦場だよ) feat. Ichiko Aoba – Cornelius (Ghost in the Shell: Arise OST)
- 2019: Amaneki (あまねき) - Sweet William i Ichiko Aoba
- 2020: amuletum bouquet – Ichiko Aoba
- 2020: "gift" BGM - Ichiko Aoba
- 2020: Seabed Eden (海底のエデン) - Ichiko Aoba
- 2021: Asleep Among Endives (アンディーヴと眠って) - Ichiko Aoba
- 2021: Windswept Adan Roots - Ichiko Aoba
- 2022: hello – Ichiko Aoba
- 2023: Space Orphans - Ichiko Aoba
- 2023: meringue doll – Ichiko Aoba
- 2023: Sketch (青葉市子) - Ichiko Aoba